# بخش فرانکلین (شهرستان شلبی، اوهایو)
بخش فرانکلین (به انگلیسی: Franklin Township) یک منطقهٔ مسکونی در ایالات متحده آمریکا است که در شهرستان شلبی، اوهایو واقع شده‌است.
 بخش فرانکلین ۶۴٫۲ کیلومتر مربع مساحت و ۲٬۸۴۲ نفر جمعیت دارد و ۳۰۷ متر بالاتر از سطح دریا واقع شده‌است.